# Interview

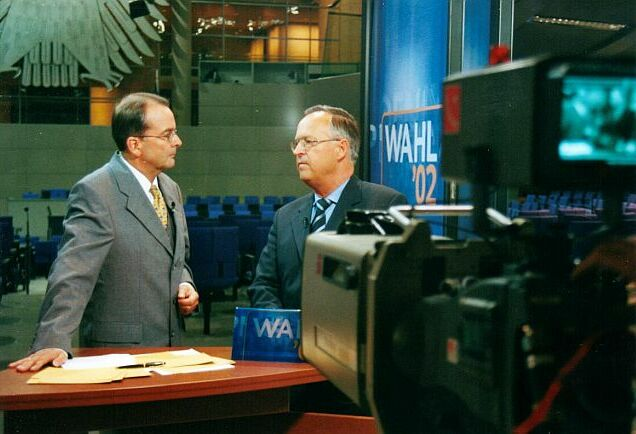
Hans Eichel am Abend der Bundestagswahl 2002 beim Interview im Bundestag

Ein Interview [ˈɪntɐvjuː] ist als Anglizismus im Journalismus eine Form der Befragung mit dem Ziel, persönliche Informationen, Sachverhalte oder Meinungen zu ermitteln.

## Etymologie
Der Begriff ist eine Wortkomposition aus „wechselseitig“ (englisch inter, zu lateinisch inter, „dazwischen“) und „Meinung, Auffassung, Standpunkt“ (englisch view). Diese englischen Worte sind ableitbar vom französisch entre- sowie lateinisch videre (französisch voir, dann daraus französisch entrevue, s’entrevoir).

## Allgemeines
Der Begriff ist in der Wissenschaft ebenso gebräuchlich wie im Journalismus. Dabei gibt es Gemeinsamkeiten und Unterschiede. Interviews erfolgen in der Regel mündlich entweder im direkten Kontakt durch interpersonelle Kommunikation oder bei räumlicher Distanz mittels Nachrichtenübertragung wie Telefon oder Videokonferenz. Interviews können auch schriftlich geführt werden. Im Journalismus gibt es das Interview sowohl als journalistische Darstellungsform als auch als Recherchemittel. Im wissenschaftlichen Bereich werden exakte Regeln aufgestellt, um Vergleichbarkeit mehrerer Interviewer zu erreichen. Wissenschaftliche Interviews oder Befragungen können strukturiert sein (z. B. Reihenfolge der Fragen oder Fragebereiche) oder standardisiert (konkrete Fragen und Bewertungsregeln der Antworten vorgegeben) sein. Für alle Interviewformen ist eine Ausbildung bzw. Schulung der Interviewer insbesondere hinsichtlich der Fragetechnik erforderlich, sowohl im journalistischen Handwerk als auch in der Wissenschaft (in der Psychologie z. B. für die Erzielung einer ausreichenden Beurteilerübereinstimmung).

## Interview im Journalismus

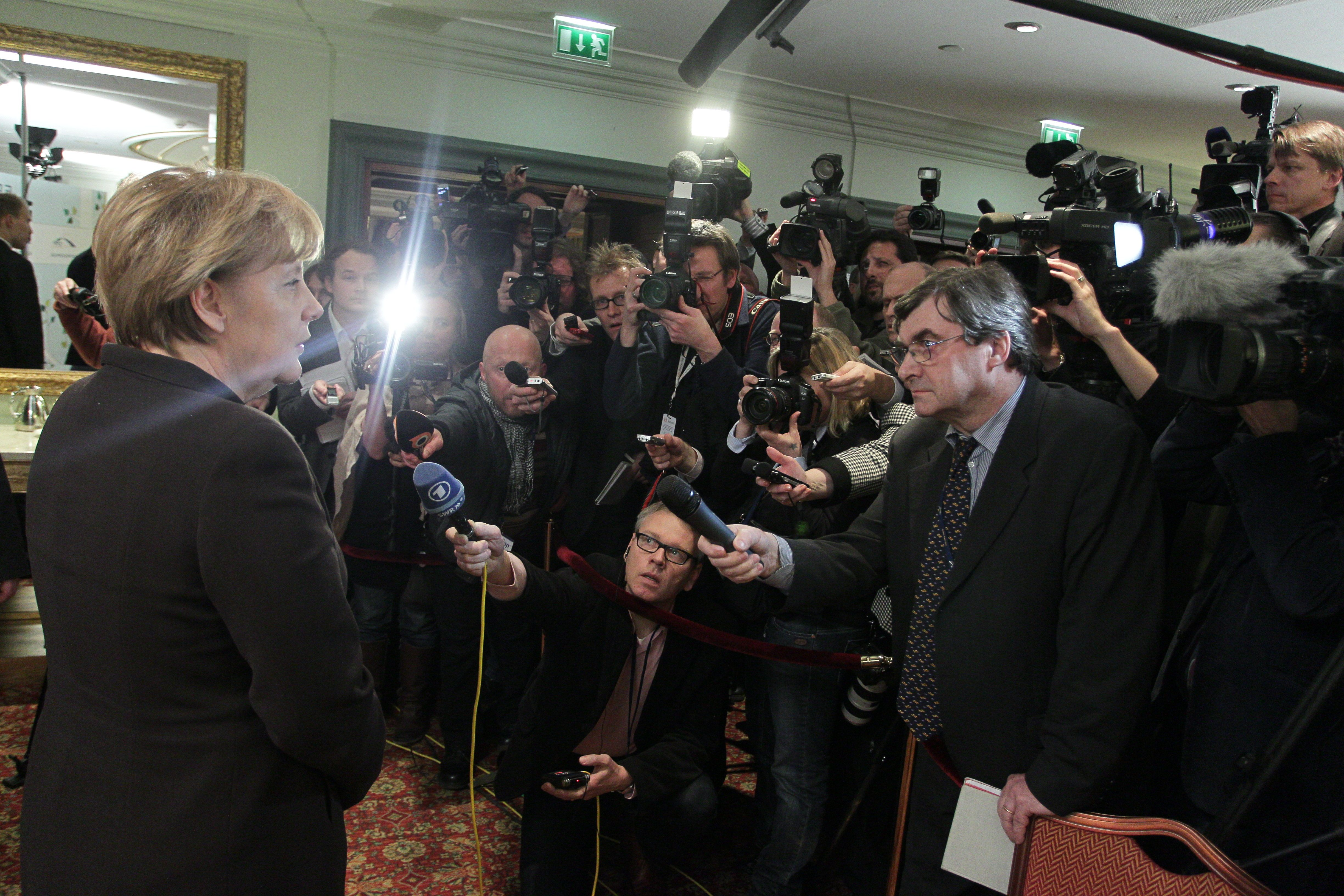
Interview mit Angela Merkel, 2011

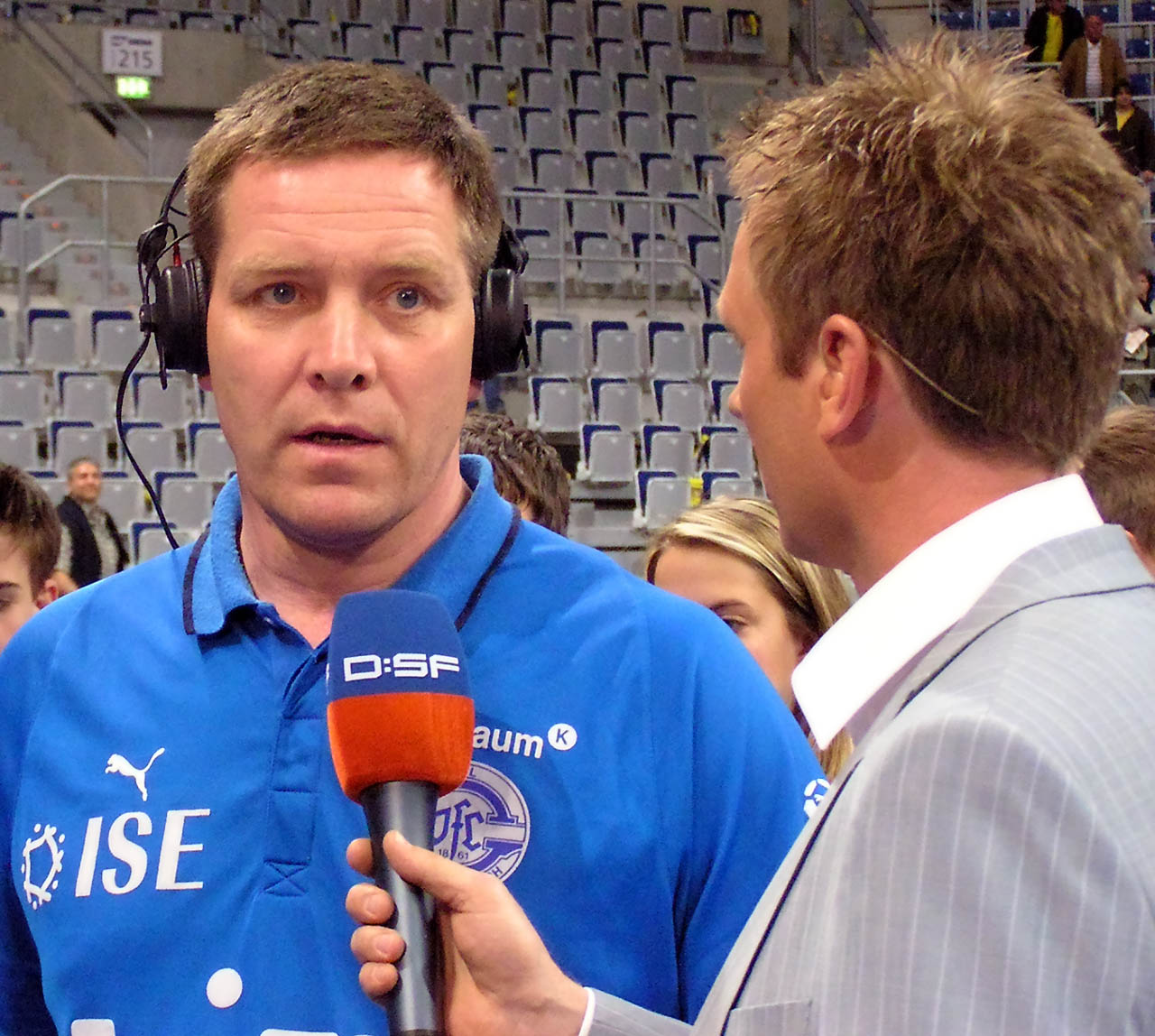
Interview eines Handballtrainers (Alfreð Gíslason)

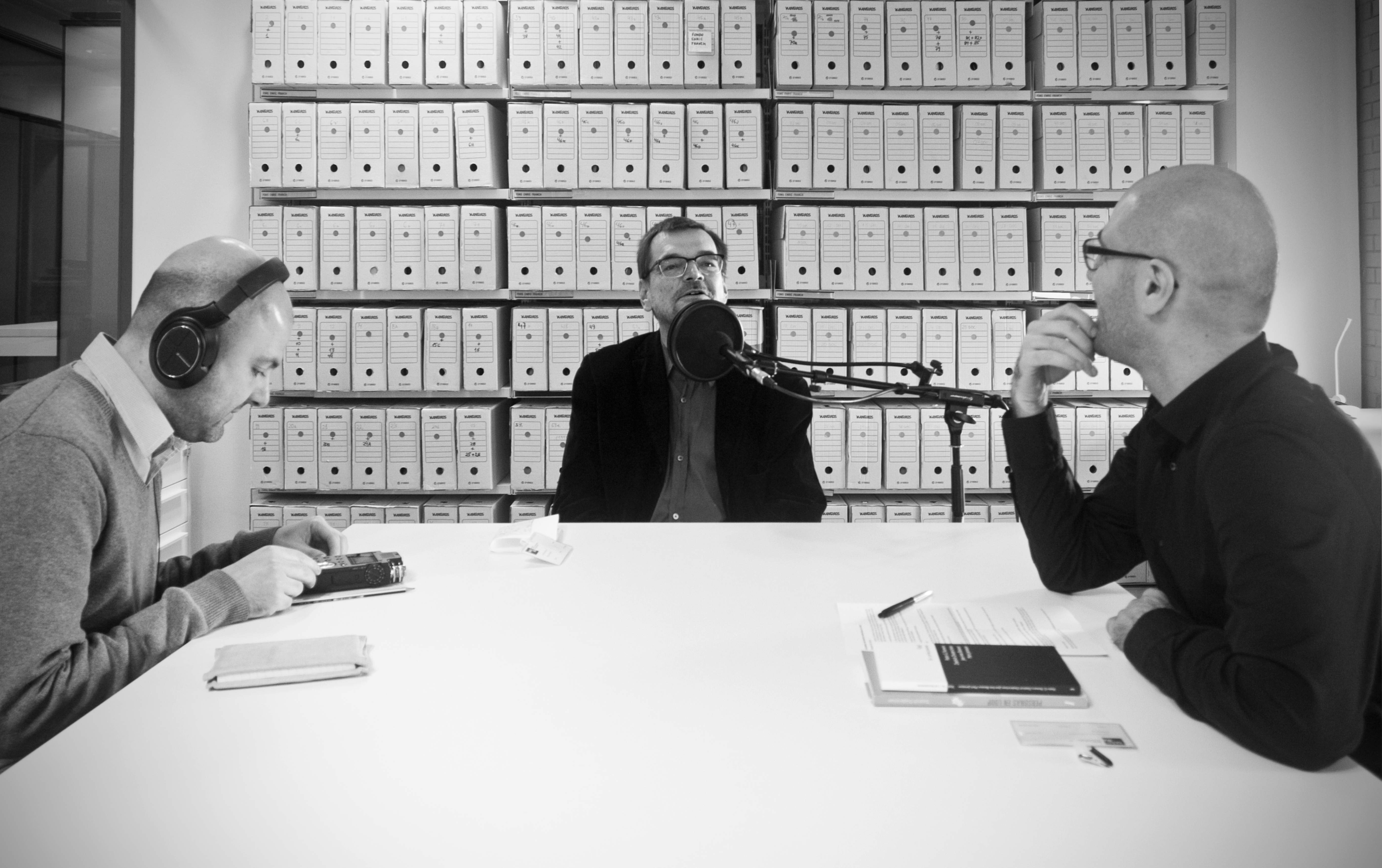
Radiointerview mit Diedrich Diederichsen mit Aufnahmegerät (2013)

Aus den Medien bekannt ist das journalistische Interview, das für Textbeiträge in Presse und Online-Journalismus, den Hörfunk und das Fernsehen mit einer Person der Zeitgeschichte geführt wird. Gesprächspartner sind Politiker, Wissenschaftler, Stars und andere Persönlichkeiten, an deren Aussagen öffentliches Interesse besteht. Im Journalismus gibt es das Interview sowohl als journalistische Darstellungsform als auch als Recherchemittel.

### Formen
Journalistische Interviews werden nach Walther von La Roche unterschieden nach:
- Interview zur Person,
- Interview zur Sache,
- Interview zur Meinung.

Beim journalistischen Interview geht es nicht nur um das Was, sondern auch um das Wie. So wird beim Interviewen zwischen kontroversem und nicht-kontroversem Vorgehen differenziert. In manchen Redaktionen spricht man auch von harten oder weichen Interviews.
- Das kontroverse Interview

Das kontroverse Interview kommt vor allem beim Meinungs-Interview zur Anwendung. Der Interviewpartner oder die Interviewpartnerin wird mit Gegenargumenten konfrontiert. Der Interviewende ist in der Rolle des Anwalts der Gegenpartei. Er kann auch Widerspruch und Einwände im Namen des Publikums erheben. Im kontroversen Interview wird überprüft, wie stichhaltig die Position der Interviewten ist.
- Das nicht-kontroverse Interview

Das nicht-kontroverse Verfahren eignet sich besonders beim Interview zur Person. Da führt eine offene, mehr empathische Haltung der Interviewenden zum Ziel. Zweckmässig im nicht-kontroversen Interview sind offene Fragetechniken und Elemente der nicht-direktiven Gesprächsführung.

Je nach Medium erfährt das Interview spezifische Ausprägungen: Online und in der Presse steht bei Interviews vor allem der Text im Mittelpunkt, beim Radio geht es um die Stimme, Betonung und Aussprache. Fernseh- und Video-Interviews erfüllen zudem eine unterhaltende Funktion.
Bekannte Interviewer im Deutschen Fernsehen waren bzw. sind z. B.: Günter Gaus („Zur Person“), Sandra Maischberger, Johannes B. Kerner und Reinhold Beckmann.

### Abgrenzung zur Umfrage
Die Umfrage als journalistische Darstellungsform wird oft Vox pop genannt. Während beim Interview mehrere Fragen an ein und dieselbe Person gerichtet werden, ist es bei der Umfrage genau andersherum: Hier stellt der Reporter ein und dieselbe Frage an mehrere Personen.

### Das Interview in anderen Formaten
Weitere Formen sind Gespräche mit Studiogästen im Rahmen einer Magazinsendung oder einer Talkshow. Sie erzielen teilweise hohe Reichweiten. So hat die Talkshow mit Sabine Christiansen andere klassische TV-journalistische Formate in den Schatten gestellt.
Im Wissenschaftsjournalismus werden Interviews dazu eingesetzt, um komplexe Zusammenhänge anschaulich und verständlich darzustellen. Ob dies gelingt, hängt von der Fähigkeit der befragten Experten ab. Verbreitet ist das Experteninterview etwa im Medizinjournalismus, aber auch im Wirtschaftsjournalismus und anderen Special-Interest-Formaten.

### Interviews aus der Sicht der interviewten Person
Laien, die zum ersten Mal interviewt werden, sind oft aufgeregt. Die Aufgabe des Journalisten besteht hier darin, schnell guten Kontakt herzustellen. Guten Journalismus zeichnet aus, dass Interviewpartner nicht „vorgeführt“ werden.
Führungskräfte und andere Prominente absolvieren eigene Medientrainings, um in der Interviewsituation in den Medien oder auf Pressekonferenzen ihre Botschaften zu platzieren und gegenüber den Journalisten die Oberhand zu behalten.

### Trivia
Eines der folgenschwersten Interviews, die ein Interviewter je gegeben hat, dürfte eines des damaligen Deutsche-Bank-Chefs, Rolf-Ernst Breuer, sein. Am 3. Februar 2002 bezweifelte er gegenüber dem Bloomberg Television, dass die Finanzbranche dem Medienunternehmer Leo Kirch noch „weitere Fremd- oder gar Eigenmittel“ gebe. Nach jahrelangen Gerichtsverfahren sprach das Oberlandesgericht München in einem Vergleich mit der Deutschen Bank den Erben Kirchs einen Ausgleich von rund 900 Millionen Euro für die Nachteile zu, die Kirch und dessen Unternehmen dadurch entstanden waren.

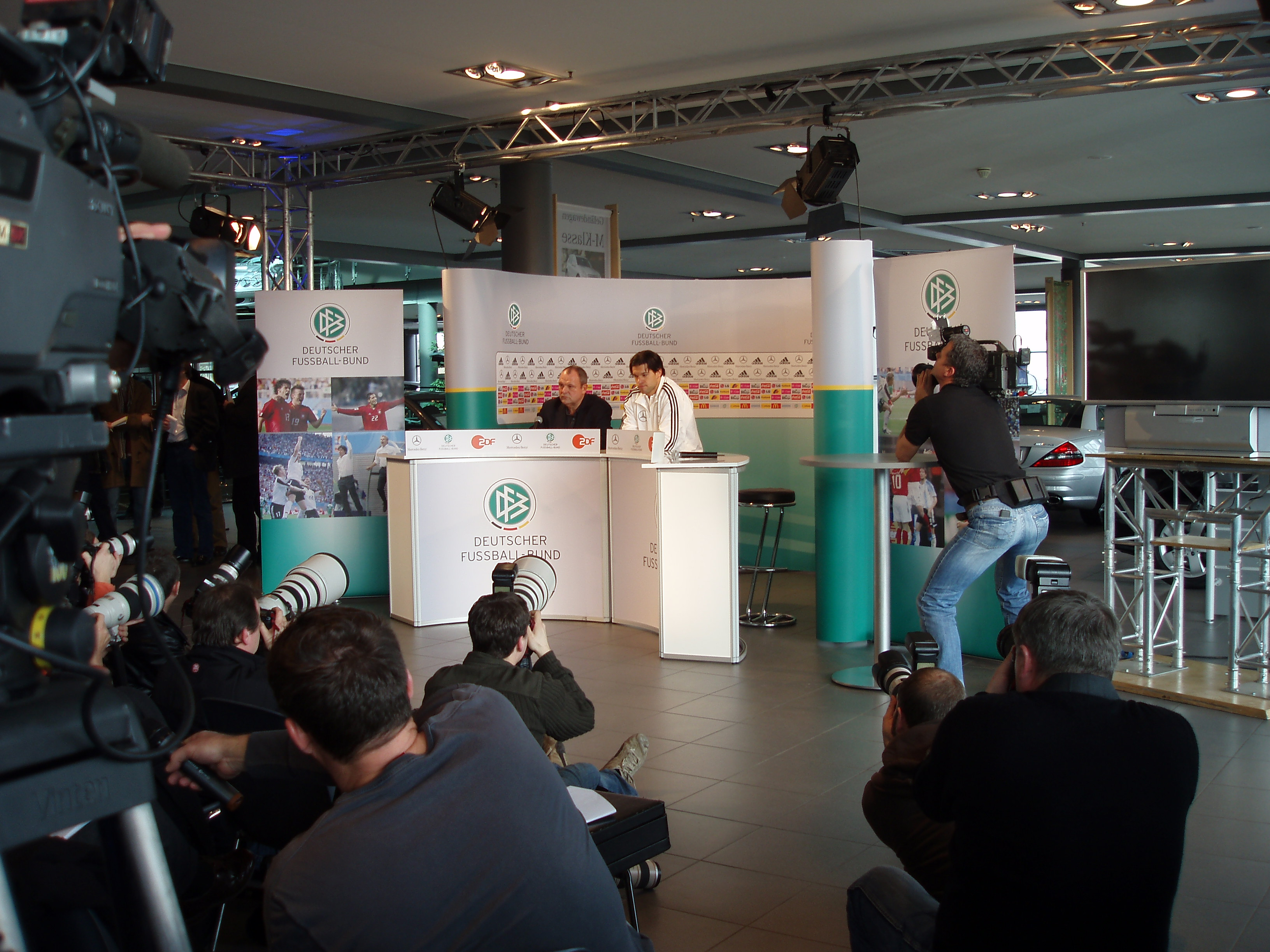
DFB-Pressekonferenz mit Michael Ballack

## Interviewmethoden in der Wissenschaft
Interviewmethoden haben die gleichen Ziele wie diejenigen der Befragung. Die Gemeinsamkeit besteht in der Form eines Gespräches zwischen Interviewer(n) und Interviewten.
Einen großen Stellenwert als Basis für die Analyse- und Dokumentationsarbeit haben Interviews wissenschaftlich in der Sprachwissenschaft (Sprachatlas, Mundartforschung), in der Volkskunde/Ethnographie (Gewährsleute), in der Geschichtswissenschaft (Zeitzeugen, Technikgeschichte, Sozialgeschichte, Oral History) sowie in der empirischen Sozialforschung (insbesondere in der qualitativen Sozialforschung) sowie der Psychologie.

### Psychologie
In der psychologischen und psychologisch-pädagogischen Diagnostik dienen diagnostische Interviews dazu, über einzelne Individuen möglichst umfangreiche, aussagekräftige Informationen zutage zu fördern. Sie werden – vor allem standardisiert – dann eingesetzt, wenn die zu gewinnende Information aus keiner anderen Datenquelle (z. B. Beobachtung, Fragebogen) vergleichbar möglich ist und der Prozess der Fragenauswahl und Antwortbewertung durch formale Hilfen unterstützt werden kann. Dadurch ist auch eine höhere Objektivität bei der Feststellung diagnostischer Merkmale durch Standardisierung der diagnostischen Informationsverarbeitung zu erreichen.
Strukturierte Interviews definieren die Fragenbereiche und mögliche Fragen. Standardisierte Interviews gehen in der Formalisierung weiter. Sie können die konkreten Fragen und ihre Abfolge sowie die Bewertung der gegebenen Antworten durch ein Beurteilungssystem unterschiedlich „streng“ vorgeben. Dabei geht man davon aus, dass durch die Standardisierung eine Ergebnisverzerrung durch die Interviewer verringert wird.
Auch in der Personaldiagnostik werden Interviewmethoden häufig angewendet. Eine spezielle Art ist das strukturierte Einstellungsinterview, ggf. in Gestalt eines umfangreichen standardisierten Fragebogens. Ähnlich verhält es sich mit dem Erstgespräch mit einem Kandidaten im Executive Search.
Bekannte Methoden sind u. a.
- biografische Interviews
- das Diagnostische Interview bei psychischen Störungen (DIPS, SKID) für Erwachsene und Kinder
- spezielle Interviews für die Diagnostik verschiedener Störungen (Demenz, Borderline-Störungen, Belastungsstörungen bei Kindern und Jugendlichen, Persönlichkeitsstörungen u. a.)
- problemzentrierte Interviews (PZI)
- verhaltensdiagnostische Interviews
- eignungsdiagnostische Interviews, z. B. Multimodales Interview

### Qualitative Sozialforschung
Auch die Qualitative Sozialforschung bedient sich der Methode des Interviews, in diesem Zusammenhang auch als qualitatives Interview bezeichnet. Dabei werden in mehrere Formen unterschieden:
- Episodisches Interview. Diesem Interview liegt neben der freien Erzählung des Befragten ein Befragungsschema zugrunde. Das Ergebnis ist nur wenig durch den Interviewer determiniert.[7]
- Narratives Interview. Dieses Interview ist sehr offen gestaltet. Theoretische Vorstellungen werden erst nachträglich auf Basis des Erhebungsprotokolls, des Transkripts usw. erhoben.[7] Hier wird durch das Erfassen und Interpretieren der Erzählung der Biographie des Interviewten dessen eigene Perspektive betont, und es sollen sogenannte von der Person konstruierte subjektive Sinnzusammenhänge erfasst werden (siehe auch Biographisch-narrative Gesprächsführung bzw. die Narrative Psychologie als zugehöriger methodologische Ansatz).
- Problemzentriertes Interview. In diesem Interviewer zentriert der Interviewer das Gespräch auf ein bestimmtes Problemfeld; eventuell wird dabei ein Leitfaden eingesetzt. Durch gezieltes Hinterfragen von Antworten und durch freies Erzählen sowie themenzentrierte Ausführungen der Probanden soll ein möglichst vorurteilsfreies und nicht von normengestützten Vergleichsinteressen geleitetes Bild der Persönlichkeit oder der individuellen Denkleistungen erzeugt werden. Theoretische Vorstellungen werden „durch das Interview mit der sozialen Realität konfrontiert, plausibilisiert oder modifiziert“.[7]
- Fokussiertes Interview. Dieses Interview ist auf bestimmte Themenkomplexe und Fragestellungen bei einer bestimmten Zielgruppe fokussiert und dient eventuell der Überprüfung bzw. Falsifikation von Hypothesen.[7]
- Tiefen- oder Intensivinterview. Bei dem Interview hat der Interviewer von vornherein bestimmte Vorstellungen, die eine theoretische Basis für die Interpretation und Bewertung der Aussagen des Befragten bilden. Die Aussagen werden so eventuell mit anderer Bedeutung interpretiert, als dies vom Befragten beabsichtigt war.[7]
- Rezeptives Interview. Der Interviewer hält sich zurück und beschränkt sich weitestgehend auf das Zuhören. Es handelt sich hier um die offenste Form eines Interviews.[7]

Zu den qualitativen Interviewformen wird oft auch die Gruppendiskussion oder die Fokusgruppe gezählt. Daneben können weitere Formen bestehen oder entwickelt werden.
Zusätzlich kann ein Interview durch weitere Angaben näher charakterisiert werden: als Leitfaden-Interview bzw. Leitfaden-gesteuertes Interview, wenn ein Leitfaden eingesetzt wird, und als Experteninterview, wenn ein „Experte“ befragt wird.
In der Organisationsforschung wird auch ein Beobachtungsinterview genannt. Der französische Soziologe Jean-Claude Kaufmann hat beispielsweise den Begriff entretien compréhensif (Verstehendes Interview) eingeführt.

### Medizin
In der medizinischen Diagnostik nennt man das Interview durch den behandelnden oder in der Klinik stationär aufnehmenden Arzt die Anamnese.

### Forensik
Weitere Abwandlungen des Interviews sind das polizeiliche Verhör und die gerichtliche Befragung.